# Vilmar Ballin
Vilmar Ballin (Tuparendi, 15 de março de 1958 — Sapucaia do Sul, 23 de dezembro de 2020) foi um político brasileiro. Em 1996, aos 38 anos, foi eleito vereador pelo município de Sapucaia do Sul, no estado do Rio Grande do Sul, cargo no qual permaneceu por mais de uma década. Foi prefeito de Sapucaia do Sul por dois mandatos consecutivos, de 2009 a 2016.
Internado na Fundação Hospitalar Getúlio Vargas (FHGV), Vilmar Ballin morreu em dezembro de 2020 aos 62 anos, devido a complicações provocadas pelo Covid-19. Deixou sua esposa, filhas e netos. A prefeitura de Sapucaia do Sul decretou luto municipal por três dias.

## Carreira política
Em 5 de outubro de 2008 Vilmar Ballin foi eleito prefeito de Sapucaia do Sul. Disputou pelo Partido dos Trabalhadores com o número 13. Conquistou 45.349 votos e um percentual de 60,76% dos votos válidos.
Em 2012 Vilmar Ballin foi reeleito Prefeito de Sapucaia do Sul com 36.199 votos (47,37%) contra 16.187(21,18%) do segundo colocado.

### Principais realizações como prefeito
- Início das obras do Distrito Industrial de Sapucaia do Sul[6]
- Inauguração da UPA 24 Horas Sapucaia do Sul[7]
- Inauguração do Praça da CEU[8]